# De La Independencia Airport
De La Independencia Airport är en flygplats i Chile.   Den ligger i provinsen Provincia de Cachapoal och regionen Región de O'Higgins, i den södra delen av landet, 80 km söder om huvudstaden Santiago de Chile. De La Independencia Airport ligger 489 meter över havet.
Terrängen runt De La Independencia Airport är platt norrut, men söderut är den kuperad. Runt De La Independencia Airport är det ganska glesbefolkat, med 23 invånare per kvadratkilometer.. Närmaste större samhälle är Rancagua, 2,9 km öster om De La Independencia Airport. 
Trakten runt De La Independencia Airport består till största delen av jordbruksmark.